# La Juventud

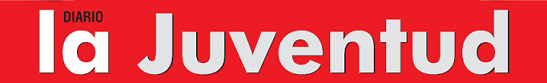
Logo von La Juventud

La Juventud ist eine spanischsprachige, uruguayische, landesweit vertriebene Tageszeitung aus Montevideo.
Die Zeitung wurde am 1. März 1984 gegründet und erschien zunächst als Wochenzeitung. Seit dem 14. Juli 1992 ist La Juventud als Tageszeitung konzipiert. Die marxistisch-leninistisch und antiimperialistisch geprägte, sowie dem Artiguismo verbundene Zeitung, ist offizielles Presseorgan der ehemals zeitweise der Frente Amplio angehörenden Partei Movimiento 26 de Marzo (auf Deutsch: Bewegung 26. März). Slogan der Publikation ist Por la Liberación Nacional y el Socialismo. Als Direktor von La Juventud fungiert der dem nationalen Führungsgremium des Movimiento 26 de Marzo angehörende Guillermo Fernández. Die Funktion des Chefredakteurs hat José L. Borges inne. Diese Aufgabenverteilung existiert mindestens seit dem Jahr 2007 und besteht auch im Jahre 2012 fort. Der Sitz befindet sich in der Avenida 18 de Julio 1357/202 in Montevideo.